# Mihai Ionescu
Mihai „Mișu” Ionescu (n. 19 noiembrie 1936, Ploiești, România – d. 19 ianuarie 2011, București) a fost un fotbalist român, activând pe postul de portar. A apărat poarta Petrolului vreme de 13 ani (1960-1973) cucerind cu echipa fanion a Ploieștiului trofeul „Cupa României” în anul 1963 și campionatul național în 1966, strângând un număr de peste 750 de meciuri oficiale și amicale, dintre care 256 în primul eșalon, 9 meciuri în cupele europene și jucând de 13 ori în tricoul echipei naționale.
Fapt fără precedent, în întreaga sa activitate nu a suferit nicio sancțiune (niciodată avertizat, niciodată eliminat), fiind întotdeauna un exemplu de conduită sportivă. Mihai Ionescu a fost desemnat în anii 1962, 1965 și 1966 cel mai bun portar din Campionatul României, iar în 1965 și 1966 a primit drept recompensă cupa decernată de ziarul „Sportul popular” celui mai bun portar al campionatului românesc. A apărat poarta echipei ploieștene în celebra victorie contra formației FC Liverpool din 12 octombrie 1966 (3-1).
S-a retras de pe gazon în cadrul unei festivități organizată de oficialii Petrolului, atunci când un stadion întreg l-a ovaționat și i-a mulțumit pentru tot ceea ce a făcut în beneficiul fotbalului ploieștean și românesc. În semn de mulțumire pentru întreaga sa carieră, numele său se poate auzi acum, împreună cu cele ale altor foste glorii, în imnul actual al echipei Petrolul.
Și-a continuat cariera ca antrenor dar și ca președinte al clubului petrolist. După anul 1990 a fost desemnat să preia destinele fotbalului prahovean, fiind ales în fruntea Asociației Județene de Fotbal ca Președinte, apoi ca Președinte de Onoare. A activat ca observator FRF și membru în Comitetului Executiv al FRF. Pentru întreaga admirabilă carieră, Mihai Ionescu a fost onorat cu înaltele titluri de „Cetățean de Onoare al Municipiului Ploiești” și „Maestru Emerit al Sportului”.
Mihai Ionescu a decedat pe data de 19 ianuarie 2011, după o operație la Spitalul Clinic de Urgență din București, la vârsta de 74 de ani. Prin încetarea sa din viață, fotbalul prahovean și românesc a pierdut una dintre personalitățile sale marcante.

## Distincții
- Ordinul „Meritul Sportiv” clasa a III-a (25 octombrie 1966) „pentru rezultatele deosebite obținute în competițiile sportive internaționale, precum și pentru contribuția valoroasă adusă la dezvoltarea culturii fizice și sportului în țara noastră”[1]

## Legături externe
- Mihai Ionescu pe site-ul National-Football-Teams.com